# Mustafa Polutak
Mustafa Polutak (Goražde, 1. siječnja 1946.), bivši zapovjednik 4. Korpusa ARBiH, zapovjednik Artiljerijske divizije VFBiH i sadašnji političar.

## Životopis
Mustafa Polutak rodio se u Goraždu 1946. godine. Osnovnu i srednju školu završio u Goraždu. Vojnu Akademiju Kopnene vojske smjer topništvo pohađao je i završio u Beogradu i Sarajevu od 1966. do 1970. godine. U međuvremenu (1980. – 1982.) završio Komandno-štabnu akademiju u Beogradu (magistrirao). U Jugoslavenskoj narodnoj armiji službovao u Visokom, Đakovu, Našicama i Kiseljaku. Obavljao komandne dužnosti od komandira voda do zapovjednika puka. Pohađao i završio više stručnih kurseva i kurs Zapovjednika pukova i brigada. Redovito napredovao u činu od potporučnika do potpukovnika JNA. JNA je napustio početkom travnja 1992. godine i uključio se u Teritorijalnu Odbranu Republike Bosne i Hercegovine (TORBiH) 8. travnja 1992. godine.
Odlukom Predsjedništva BiH 1997. godine unaprijeđen je u čin Brigadnog generala. Umirovljen je 2000. godine. Nakon umirovljenja objavljuje više stručnih članaka u časopisu KORAK. Sudionik na više znanstvenih skupova s kojih su mu članci objavljivani u časopisima i brošurama. Autor je knjige Kako smo branili Bosnu i Hercegovinu (2010.). Predsjednik je Udruženja za zaštitu tekovina borbe za Bosnu i Hercegovinu. Predsjednik je Koordinacije Foruma seniora/ki SDP BiH Sarajevo te vijećnik u Općinskom Vijeću Novo Sarajevo.

## Dužnosti
Dužnosti koje je general Mustafa Polutak obnašao u svojoj vojnoj karijeri:
- Zapovjednik Četvrtog mješovitog artiljerijskog puka - JNA
- Organizator i koordinator TO na teritoriji srednje Bosne
- Zapovjednik taktičke grupe 1 "Igman"
- Operativac u ŠVK ARBiH
- Načelnik uprave rodova GŠ ARBiH
- Zapovjednik 4. Korpusa ARBIH
- Zapovjednik Artiljerijske divizije VFBiH
- Načelnik Uprave za mobilizaciju, organizaciju i strukturu u ZK VFBiH

U TO RBiH i Armiji Republike Bosne i Hercegovine za vrijeme rata obavljao sljedeće dužnosti:
- 1. Organizator i koordinator TO na prostoru srednje Bosne (prostor Kiseljak, Kreševo, Fojnica, Busovača i Visoko)
- 2. Zapovjednik Taktičke Grupe 1. "Igman"
- 3. Operativac u Štabu Vrhovne Komande Armije Republike Bosne i Hercegovine
- 4. Načelnik Uprave rodova Generalštaba Armije Republike Bosne i Hercegovine
- 5. Zapovjednik 4. Korpusa (Mostar)

Poslije rata obavljao dužnosti:
- 1. Zapovjednik artiljerijske divizije Vojske Federacije Bosne i Hercegovine
- 2. Načelnik Uprave za mobilizaciju, organizaciju i strukturu Zajedničke Komande Vojske Federacije Bosne i Hercegovine